# Aenasiella
Aenasiella is een geslacht van vliesvleugeligen uit de familie Encyrtidae. De wetenschappelijke naam van dit geslacht is voor het eerst geldig gepubliceerd in 1914 door Girault.

## Soorten
Het geslacht Aenasiella omvat de volgende soorten:
- Aenasiella apiomorphae Girault, 1915
- Aenasiella australia Girault, 1917
- Aenasiella brachyschelidis Girault, 1914
- Aenasiella lunulatus (Girault, 1915)
- Aenasiella ovi Girault, 1925
- Aenasiella sidneyi (Girault, 1926)